# Alpenliga
Die Alpenliga war von 1991 bis 1999 ein länderübergreifender Eishockeywettbewerb, an dem Mannschaften aus Italien, Österreich und Slowenien teilnahmen. Dabei handelte es sich um eine professionelle Liga, die parallel zu den jeweils staatlichen Meisterschaften ausgetragen wurde.

## Gründung und Geschichte der Liga
Die Alpenliga wurde im Sommer 1991 von den Eishockeyverbänden Österreichs, Italiens und Sloweniens ins Leben gerufen. Durch das wesentlich breitere Teilnehmerfeld und die internationale Konkurrenz sollten Niveau und Entwicklung der Spieler gefördert werden, während man den Fans gleichzeitig attraktive Gegner zu bieten suchte. Obwohl die staatlichen Meister separat ausgespielt wurden, entfiel der Großteil der Dauer einer Saison auf die Alpenliga, die damit in den 1990er Jahren die de facto wichtigste Liga aller drei Länder darstellte.
Sie fand zum ersten Mal in der Saison 1991/92 und zum letzten Mal in der Saison 1998/99 statt. Der Modus variierte mit der Anzahl der teilnehmenden Mannschaften, meist fand zuerst ein Grunddurchgang und anschließend ein Finalturnier statt, an dem die vier bis acht besten Mannschaften teilnahmen. Der Wettbewerb endete in der Regel vor Weihnachten, um den teilnehmenden Ländern die Möglichkeit zu geben, im Anschluss die jeweils eigene nationale Meisterschaft auszutragen. Erst in den letzten Jahren dauerten die Spielzeiten auch bis über den Jahreswechsel hinaus.

## Rezeption beim Publikum
Obwohl die Liga durchaus attraktive Spiele bieten konnte, wurden zwei Sachverhalte von den Eishockeyfans oft kritisiert. Einerseits hatte das Niveau der Mannschaften aus Italien nach einem starken Beginn mit drei Meistertiteln stark nachgelassen, was zu einem Leistungsgefälle in den späteren Austragungen führte. In der Saison 1997/98 hatte überhaupt keine italienische Mannschaft an dem Wettbewerb teilgenommen. Nachdem sich Italien schließlich 1999 endgültig aus dem Bewerb zurückgezogen hatte, war dies der Todesstoß für die Liga.
Der zweite Kritikpunkt betraf den Stellenwert der Liga. Abseits der einzelnen Spiele wurde moniert, dass die Staatsmeister in separaten Meisterschaften ermittelt wurden, womit die Alpenliga im Grunde ein Pokalturnier war. Dies führte vor allem in späteren Jahren trotz sportlich guter Leistungen vor allem der österreichischen Teams zu einem steten Zuschauerschwund.

## Nachfolger
Nach dem Rückzug Italiens wurde mit der Interliga ein Nachfolger ins Leben gerufen, der zunächst neben Österreich und Slowenien einige Teams aus Ungarn ins Teilnehmerfeld aufnahm. Die erste Austragung dieser Liga war zugleich die letzte mit österreichischen Teilnehmern, da im Anschluss an diese Saison das Ligensystem in Österreich reformiert wurde (siehe Eishockey-Bundesliga (Österreich) 2000/01). Die Interliga wuchs allerdings weiter nach Osten und stellte für einige Jahre eine der wichtigsten Ligen im Raum Ungarns und des ehemaligen Jugoslawien dar.
Seit dem Ende der Alpenliga wurde und wird in Österreich immer wieder über eine Neuauflage diskutiert. Als positive Aspekte gelten vor allem der sportliche Vergleich mit den Nachbarländern und eine höhere Vielfalt der Gegner – demgegenüber stehen die höheren Reisekosten und das teilweise relativ geringe Interesse der Fans an den Mannschaften aus Italien und Slowenien. Letzteres Argument wurde allerdings seit der Teilnahme des HK Jesenice, des HC Bozen und des HDD Olimpija Ljubljana an der österreichischen Eishockey-Liga teilweise entkräftet, da sich auch diese Mannschaften bei den österreichischen Fans großer Beliebtheit erfreuen.
Im Fraueneishockey wurde hingegen eine der Alpenliga entsprechende Liga geschaffen: die Elite Women’s Hockey League.

## Übersicht
Insgesamt wurden sieben Saisonen ausgetragen. Die erfolgreichste Mannschaft ist die VEU Feldkirch aus Österreich, die den Titel vier Mal in Serie erringen konnte. Auf Rang zwei steht der HC Bozen aus Italien mit einem Meistertitel und drei zweiten Plätzen.

### Saisonübersicht der Alpenliga
| Saison  | Teams                                               | Finalturnier in                                     | Meister                                             | Vizemeister                                         |
| ------- | --------------------------------------------------- | --------------------------------------------------- | --------------------------------------------------- | --------------------------------------------------- |
| 1991/92 | 20                                                  | Villach                                             | HC Devils Milano                                    | HC Bozen                                            |
| 1992/93 | 16                                                  | Villach                                             | HC Alleghe                                          | HC Bozen                                            |
| 1993/94 | 15                                                  |                                                     | HC Bozen                                            | AC Milan                                            |
| 1994/95 | keine Austragung (stattdessen Europäischer Ligacup) | keine Austragung (stattdessen Europäischer Ligacup) | keine Austragung (stattdessen Europäischer Ligacup) | keine Austragung (stattdessen Europäischer Ligacup) |
| 1995/96 | 17                                                  | Klagenfurt                                          | VEU Feldkirch                                       | CE Wien                                             |
| 1996/97 | 11                                                  |                                                     | VEU Feldkirch                                       | HDD Olimpija Ljubljana                              |
| 1997/98 | 9                                                   |                                                     | VEU Feldkirch                                       | EC KAC                                              |
| 1998/99 | 16                                                  | Feldkirch, Bozen                                    | VEU Feldkirch                                       | HC Bozen                                            |